# Apatophysis serricornis
Apatophysis serricornis là một loài bọ cánh cứng trong họ Cerambycidae.